# Canton de Zurich
Le canton de Zurich (ZH, en allemand : Kanton Zürich) est l'un des 26 cantons de la Suisse. Son chef-lieu est la ville de Zurich et les villes principales sont Bülach, Winterthour, Dietikon et Uster.
Zurich est le canton le plus peuplé de Suisse avec 1 520 968 habitants répartis sur 1 729 km2. La population est en majorité germanophone et protestante.

## Géographie

### Généralités
Situé au nord-est de la Suisse, il a comme voisin l'Allemagne, le canton d'Argovie, le canton de Saint-Gall, le canton de Schaffhouse, le canton de Schwytz, le canton de Thurgovie et le canton de Zoug. 
La frontière avec l'Allemagne est sur le Rhin et mesure 41,8 km. La frontière avec le canton d'Argovie fait 62,4 km, celle avec celui de Saint-Gall 34,2, avec celui de Schaffhouse 23,1, avec celui de Schwytz 34,3, avec celui de Thurgovie 82,5 et celle avec celui de Zoug 31,7.
Le canton de Zurich culmine au Schnebelhorn, à 1 292 m d'altitude, et son point le plus bas se trouve sur le territoire de Weiach, au bord du Rhin, à 330 m d'altitude. S'étendant sur 1 729 km2, Zurich est le septième canton de Suisse en superficie.
La localité la plus haute est Sternenberg à 870 m, la plus basse est Eglisau à 350 m.
Les régions du nord ont un des reliefs les plus plats du canton, les plus hauts reliefs dépassent rarement 600 m, et le sol est aux alentours de 450 m en général. Les vallées de cette région donnent sur le Rhin, la principale vallée se déverse vers l'ouest sur celle de l'Aar. La région de l'aire urbaine zurichoise, basée sur la ville de Zurich, a déjà un relief plus mouvementé. Autour de la ville, il y a au sud-ouest une grande colline appelée Uetliberg, qui s'élève jusqu'à 869 m, et à l'est une autre colline, Zürichberg, qui culmine à 679 m. Dans la région, la plupart des collines sont préservées comme espaces naturels. Le sud du canton est la région au relief le plus mouvementé, car on y trouve les contreforts des Alpes.

### Hydrographie
Le canton de Zurich est principalement traversé par la Töss, la Thur, la Sihl, la Limmat et le Rhin. La Töss vient du sud-est du canton, elle rejoint le Rhin vers le nord de Bülach après avoir traversé l'est du canton et passé aux alentours de Winterthour. La Thur vient depuis le canton de Saint-Gall par celui de Thurgovie, elle passe dans le nord-est du canton et rejoint le Rhin vers la région de Marthalen. La Sihl part depuis le canton de Schwytz et arrive dans celui de Zurich par le sud-ouest, elle passe dans tout l'ouest-sud-ouest du canton et se jette dans la Limmat dans la ville de Zurich. La Limmat est un assemblage de plusieurs rivières provenant du canton de Glaris et de Saint-Gall, elle ne prend ce nom qu'à partir de la sortie du lac de Zurich dans la ville du même nom, elle suit l'actuelle agglomération entre Zurich et Baden, où elle rejoint l'Aar. Le Rhin vient depuis le canton des Grisons, après avoir traversé plusieurs cantons et le lac de Constance, il entre au nord du canton de Zurich, il avale la totalité des rivières précédemment citées, même celles comme la Limmat qui rejoint l'Aar, qui se jette lui-même dans le Rhin. Tout le canton est sur le bassin versant du Rhin, qui débouche aux Pays-Bas dans la mer du Nord.

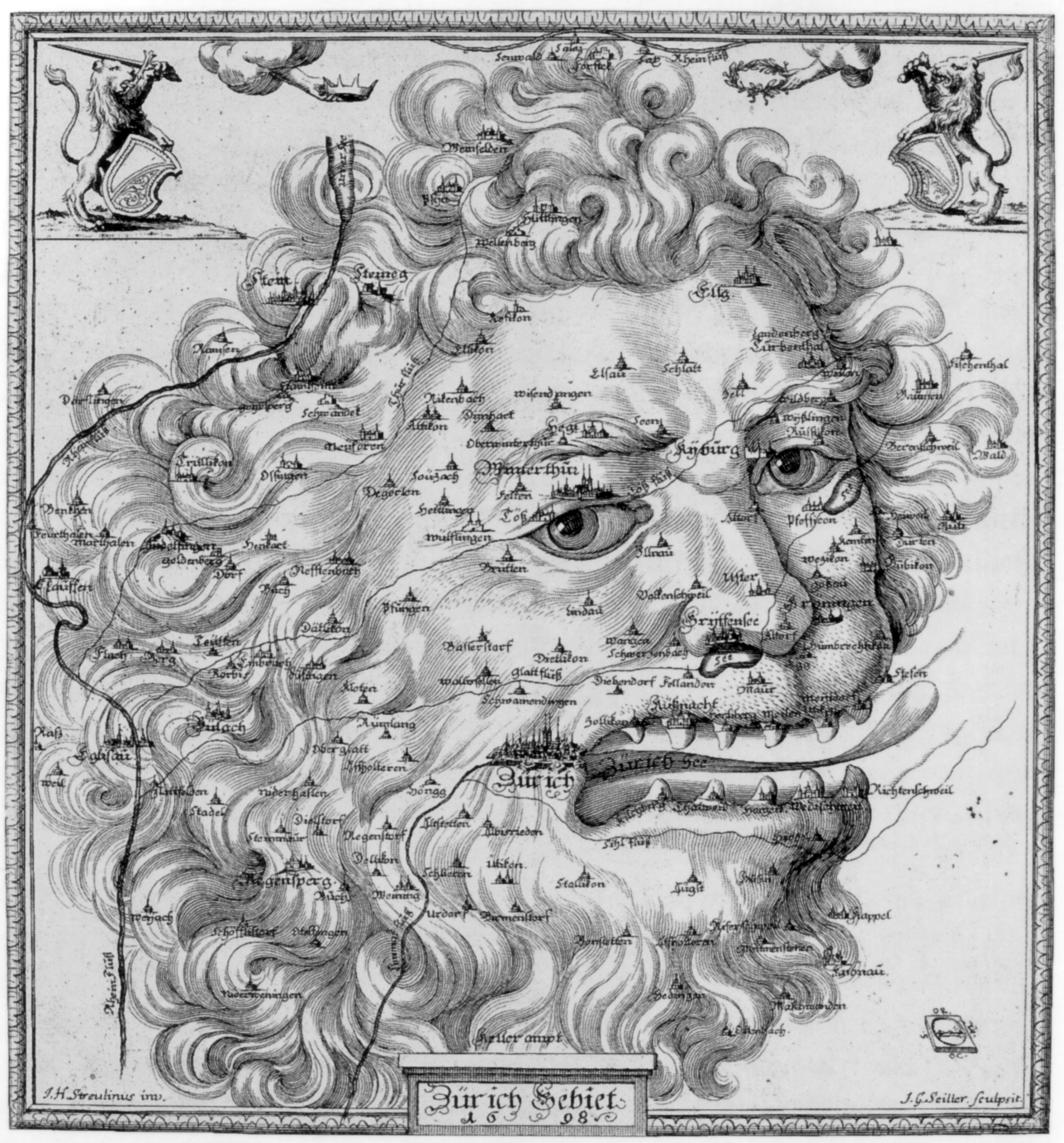
Le canton de Zurich en 1698, gravure de J.G. Seiler.

### Climat
| Données                         | Station            | jan. | fév. | mars | avril | mai  | juin | jui. | août | sep. | oct. | nov. | déc. | année |
| ------------------------------- | ------------------ | ---- | ---- | ---- | ----- | ---- | ---- | ---- | ---- | ---- | ---- | ---- | ---- | ----- |
| Températures moyennes max. (°C) | Lägern             | 1    | 1,9  | 6,1  | 10,3  | 14,9 | 17,9 | 20,3 | 19,8 | 15,5 | 10,9 | 5,1  | 2    | 10,5  |
| Températures moyennes max. (°C) | Hörnli             | 1,7  | 1,7  | 4,9  | 9     | 13,7 | 16,9 | 19,4 | 18,7 | 14,8 | 10,9 | 5,4  | 2,5  | 10    |
| Températures moyennes max. (°C) | Wädenswil          | 2,8  | 4,5  | 9,5  | 13,9  | 18,7 | 21,8 | 24,1 | 23,3 | 18,9 | 13,8 | 7,3  | 3,8  | 13,5  |
| Températures moyennes max. (°C) | Zürich / Affoltern | 3,1  | 5,1  | 10,1 | 14,4  | 19,1 | 22,3 | 24,7 | 24,1 | 19,6 | 14,2 | 7,5  | 4    | 14    |
| Températures moyennes min. (°C) | Lägern             | −3,3 | −2,6 | 0,4  | 3,2   | 7,6  | 10,6 | 12,8 | 12,9 | 9,4  | 5,7  | 0,8  | −2,3 | 4,6   |
| Températures moyennes min. (°C) | Hörnli             | −3,5 | −3,3 | −0,9 | 1,9   | 6,3  | 9,3  | 11,7 | 11,7 | 8,4  | 5,1  | 0,2  | −2,6 | 3,7   |
| Températures moyennes min. (°C) | Wädenswil          | −2,2 | −1,8 | 1,4  | 4,5   | 8,9  | 12,1 | 14,2 | 13,9 | 10,6 | 7    | 2,1  | −0,8 | 5,8   |
| Températures moyennes min. (°C) | Zürich / Affoltern | −2,7 | −2,7 | 0,6  | 3,5   | 8    | 11,1 | 13,2 | 12,8 | 9,4  | 5,9  | 1,2  | −1,2 | 4,9   |
| Précipitations (mm)             | Lägern             | −    | −    | −    | −     | −    | −    | −    | −    | −    | −    | −    | −    | −     |
| Précipitations (mm)             | Hörnli             | −    | −    | −    | −     | −    | −    | −    | −    | −    | −    | −    | −    | −     |
| Précipitations (mm)             | Wädenswil          | 82   | 77   | 99   | 100   | 135  | 155  | 152  | 164  | 127  | 100  | 98   | 102  | 1 390 |
| Précipitations (mm)             | Zürich / Affoltern | 61   | 60   | 74   | 79    | 114  | 116  | 112  | 106  | 90   | 84   | 78   | 79   | 1 054 |
| Ensoleillement (heures)         | Lägern             | 69   | 91   | 128  | 158   | 186  | 207  | 233  | 211  | 161  | 110  | 71   | 54   | 1 679 |
| Ensoleillement (heures)         | Hörnli             | 88   | 94   | 119  | 139   | 158  | 171  | 208  | 191  | 148  | 118  | 80   | 66   | 1 579 |
| Ensoleillement (heures)         | Wädenswil          | 52   | 80   | 132  | 163   | 187  | 199  | 224  | 206  | 151  | 104  | 57   | 41   | 1 595 |
| Ensoleillement (heures)         | Zürich / Affoltern | 50   | 77   | 125  | 160   | 184  | 201  | 228  | 208  | 151  | 93   | 51   | 36   | 1 564 |
| Source : MétéoSuisse.           |                    |      |      |      |       |      |      |      |      |      |      |      |      |       |

## Histoire

### Avant 1500
L'histoire du canton est parallèle à celle de la ville de Zurich. Le canton de Zurich a été en grande partie colonisé par les Romains, qui ont construit l'actuelle ville de Zurich, sous le nom de Turicum. Il était à la frontière de l'Empire romain et des mondes germaniques. Le canton fut dévasté par les Alamans au Ve siècle puis reconstruit sous la tutelle de la ville de Zurich[pas clair]. 

### La Réforme
À partir de 1519, Ulrich Zwingli introduisit la Réforme dans le canton et la ville de Zurich, qui furent gouvernés jusqu’à la révolution libérale de 1830 par une riche bourgeoisie protestante ; ils se démocratisèrent progressivement dans le courant du XIXe siècle.

### Gains de territoires (1409-1496) – jusqu'à aujourd'hui
En 1409, les Habsbourg-Autriche remettent en gage la seigneurie de Neu-Regensberg (en allemand : Herrschaft Alt-Regensberg) à Zurich qu'il l'érige en bailliage de Regensberg (Landvogtei Regensberg). Son territoire recouvre Bachs, Boppelsen, Buchs, Dielsdorf, Niedersteinmaur (aujourd'hui, partie de Steinmaur), Obersteinmaur (aujourd'hui, partie de Steinmaur), Oberweningen, Otelfingen, Schleinikon et Schöfflisdorf. S'y ajoute la haute juridiction sur les seigneuries de Niederweningen — relevant de Constance — et de Sünikon (aujourd'hui partie de Steinmaur), achetée en 1705.
En 1434, Beringer von Hohenlandenberg remet la seigneurie d'Andelfingen (Herrschaft Andelfingen) à Zurich, que la ville peut conserver après la restitution du comté de Kibourg à l'Autriche. D'abord bailliage interne, puis unie au bailliage de Kibourg de 1465 à 1473, la seigneurie devient un bailliage externe en 1492. Son territoire recouvre, outre Andelfingen : Dörflingen, Guntalingen (aujourd'hui partie de Waltalingen), Ossingen, Waltalingen. Dès 1450, son territoire comprend aussi, au sud de la Thur : Thalheim, Dätwil (aujourd'hui partide Adlikon bei Andelfingen), Gütighausen, Dorf, Niederwil, Oberwil, une partie de Henggart et Humlikon. La haute juridiction sur Dörflingen et sur Ramsen relève d'abord du landgraviat de Nellenburg, rattaché en 1465 à l'Autriche antérieure ; Zurich l'achète en 1770. La haute juridiction s'étend, en outre, à Kleinandelfingen et à la seigneurie de Flaach-Volken, qui est dissoute en 1780 et intégrée au bailliage d'Andelfingen.
En 1458, Rudolf Mötteli vom Rappenstein cède la seigneurie d'Alt-Regensberg (en allemand : Herrschaft Alt-Regensberg) à Zurich qui l'érige en bailliage de Regensdorf (en allemand : Obervogtei Regensdorf). Son territoire recouvre, outre Regensdorf : Oberaffoltern — avec Dällikon, Dänikon et Watt — et Unteraffoltern. La basse justice de Watt-Oberdorf appartient à l'abbaye de Wettingen (en allemand : Kloster Wettingen).
En 1496, Hanns Gradner vend la seigneurie d'Eglisau (Herrschaft Eglisau) à Zurich qui l'érige en bailliage (Landvogtei Eglisau). Outre Eglisau, son territoire recouvre Glattfelden, Hüntwangen, Rafz, Wasterkingen et Wil.
Aujourd’hui, le canton de Zurich est le premier canton de la Confédération par l’importance de sa population.

## Politique et administration

### Organisation territoriale

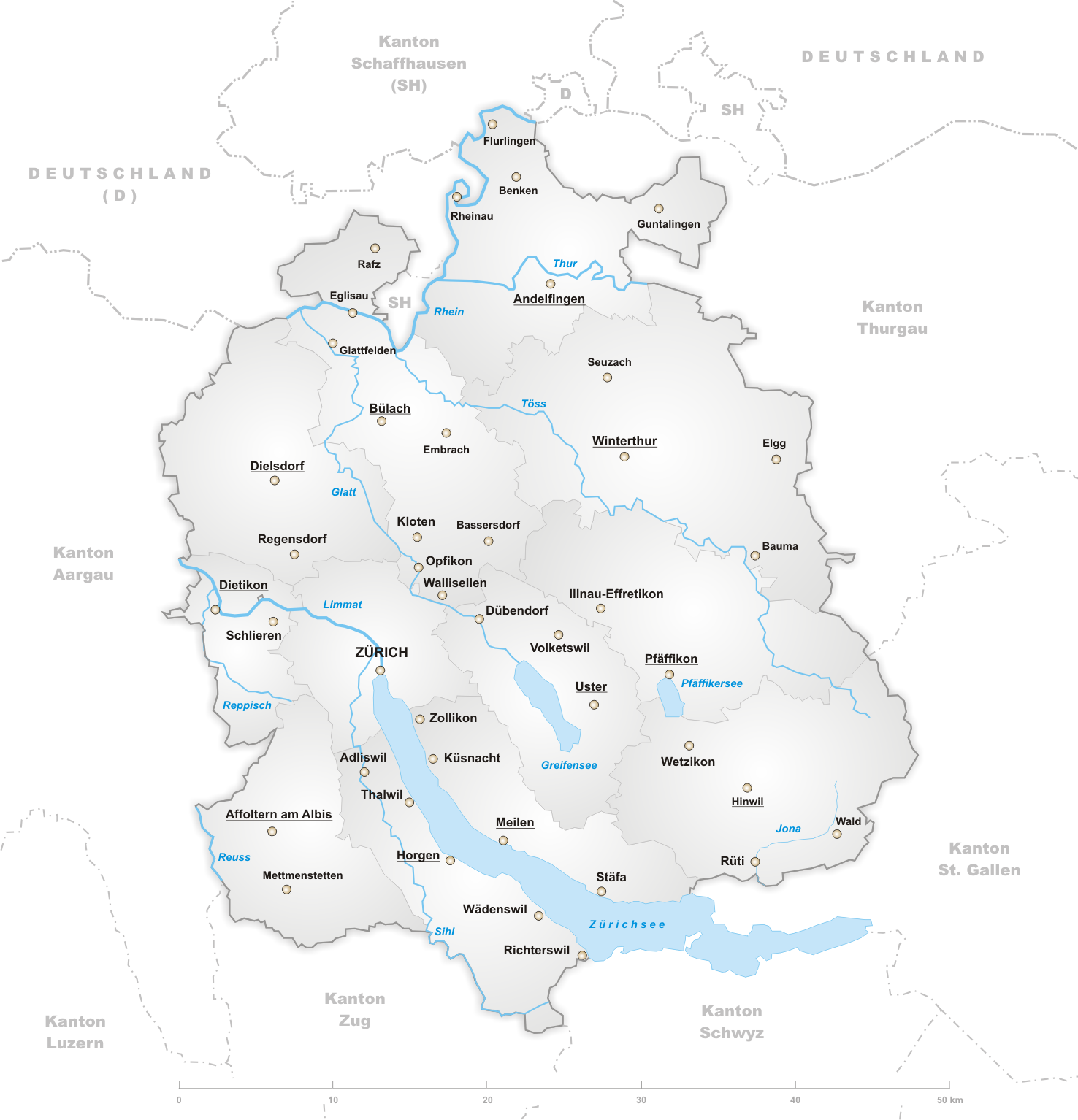
Les districts du canton de Zurich.

- Liste des communes du canton de Zurich
- Liste des districts du canton de Zurich

### Sécurité
Le canton de Zurich assure la gestion de quatre établissements carcéraux principaux :
- l'établissement pénitentiaire de Pöschwies[13],[14]
- l'établissement de détention pour mineurs de Uitikon[15],[16]
- la prison de Zurich (incluant un secteur pour la détention des femmes)[17],[18]
- le centre de détention administrative (renvoi) de Zurich[19]

## Population
Au 31 décembre 2023, Zurich est le canton le plus peuplé de Suisse, avec 1 605 508 habitants, soit 18,2 % de la population totale du pays. Sa densité de population atteint 929 hab/km2, la troisième plus forte densité d'un canton en Suisse.
Pour des raisons techniques, il est temporairement impossible d'afficher le graphique qui aurait dû être présenté ici.

## Économie
La région du lac de Zurich est essentiellement utilisée comme zone de résidence et de loisirs, jouissant en outre d'un fort potentiel touristique. À l'est, l'Oberland est spécialisé dans la sylviculture et le textile. À l'ouest et au nord, l'Unterland prolonge la grande zone industrielle de Zürich et de son agglomération. Le canton est donc principalement voué à l'industrie, concentrant ainsi près de la moitié des sièges sociaux des cent premières entreprises suisses. Les activités agricoles sont néanmoins préservées dans le nord du canton (vignes) et dans les Préalpes (fruits, céréales, vignes, élevage).

## Culture locale

### Emblèmes
Le canton de Zurich a pour emblèmes un drapeau et un blason. Les armoiries de Zurich se blasonnent : Tranché d’argent et d’azur,.
Le drapeau du canton de Zurich est repris de celui de la ville, dont la première représentation est attestée en 1389. Le canton a pour couleurs officielles le bleu et le blanc dès le XVe siècle. L'origine de ces couleurs n'est pas connues.

### Langues
L'allemand est la langue officielle du canton. On compte cependant 4 % d'italophones et quelques milliers de locuteurs du romanche. Toutefois, ce n'est pas l'allemand standard (en allemand Hochdeutsch) qui est parlé, mais le zurichois (en zurichois Züridütsch), un dialecte du suisse allemand, lequel diffère quelque peu des autres parlers alémaniques helvétiques.